# Manoir de la Chapelle (Oissel)
Le manoir de La Chapelle est un édifice situé sur la commune d'Oissel, en Seine-Maritime, en France. Il fait l’objet d’un classement partiel au titre des monuments historiques depuis 1946.

## Localisation
L'édifice est situé rue Dambourney, à proximité de Saint-Etienne-du-Rouvray.

## Historique
Le manoir, « un des domaines les plus anciens de la  ville », est daté du XVIe siècle.
Le puits a été déplacé à plusieurs reprises dans son histoire. 
Un colombier est construit au XVIIe siècle.
Un des éléments du monument, le puits, est classé comme monument historique depuis le 30 août 1946.

## Description
Le manoir, en pierre de taille, possède deux tours rondes et deux tours carrées.
Le puits comporte une pyramide située sur quatre colonnes et mesure 6 m de haut. Le puits est de style Renaissance et son architecture fait penser aux travaux d'Androuet du Cerceau.
Le complexe possède un colombier à proximité du puits.